# Liste de lemmes
Cet article est une liste de lemmes. En mathématiques, un lemme est un énoncé prouvé, mais jugé moins important que ce qu'on appelle un théorème, qu'il sert généralement à établir au cours d'une démonstration. Cette terminologie reste cependant subjective et relative à l'histoire d'une discipline.
Pour l'établissement de l'ordre alphabétique, il a été convenu ce qui suit :
- si le nom des lemmes comprend des noms de scientifiques, on se base sur le premier nom propre cité ;
- si le nom du lemme ne comprend pas de nom de scientifiques, on se base sur le premier nom commun apparaissant en dehors du mot « lemme ».

- Haut – A
- B
- C
- D
- E
- F
- G
- H
- I
- J
- K
- L
- M
- N
- O
- P
- Q
- R
- S
- T
- U
- V
- W
- X
- Y
- Z

## A
- Lemme d'Abel sur le rayon de convergence d'une série entière
- Lemme d'Abel sur la sommation par parties
- Lemme d'Artin-Rees
- Lemme d'Auerbach

## B
- Lemme de Barbalat
- Lemme des bergers
- Lemme de Borel
- Lemme de Borel-Cantelli
- Lemme de Borel-Carathéodory
- Lemme des bouts
- Lemme de Bramble-Hilbert
- Lemme de Burnside

## C
- Lemme de Calderón-Zygmund
- Lemme de Cesàro
- Lemme des cinq
- Lemme de classe monotone
- Lemme de van der Corput
- Lemme de Cousin

## D
- Lemme de Dehn
- Lemme de diagonalisation (en)
- Lemme fondamental du calcul des variations, ou lemme de Du Bois-Reymond

## E
- Lemme d'empilement
- Lemme de l'escalier
- Lemme d'estimation
- Lemme de l'étoile
- Lemme d'Euclide
- Lemme d'évitement des idéaux premiers

## F
- Lemme de Farkas
- Lemme de Fatou
- Lemme de Fekete ou lemme sous-additif
- Lemme de Fitting

## G
- Lemmes de Gauss
- Lemme de Goursat (algèbre)
- Lemme de Goursat (analyse complexe)
- Lemme de Grönwall

## H
- Lemme de Hadamard
- Lemme de Hartogs
- Lemme de Hensel
- Lemme de Higman

## I
- Lemme d'Itô

## J
- Lemme de Jordan
- Lemme de Jones

## K
- Lemme de Knaster-Kuratowski-Mazurkiewicz
- Lemme de König
- Lemme de Kronecker

## L
- Lemme de Lax-Milgram
- Lemme de Lebesgue
- Lemme de Levi
- Lemme de Lindenbaum (en)
- Lemme local de Lovász

## M
- Lemme des mariages
- Lemme de Mazur
- Lemme de contraction de Mostowski
- Lemme de Morse
- Lemme de Morse-Palais (en)

## N
- Lemme de Nakayama
- Lemme des neuf (en)
- Lemme de Neyman-Pearson
- Lemme de normalisation de Noether
- Lemme des noyaux

## P
- Lemme du ping-pong
- Lemme de Poincaré
- Lemme fondamental (programme de Langlands)

## R
- Lemme de Radon
- Lemme de Riemann-Lebesgue
- Lemme de Riesz
- Lemme de Rolle

## S
- Lemme de Sauer
- Lemme de Scheffé
- Lemme de Schreier
- Lemme de Schur
- Lemme de Schwarz
- Lemme de Schwartz-Zippel
- Lemme du serpent
- Lemme de Siegel
- Lemme du soleil levant
- Lemme de Sperner
- Lemme de Stein (en)
- Lemme de Steinitz
- Lemme de symétrisation

## T
- Lemme de Thom
- Lemme de Thue
- Lemme de transport
- Lemme des tresses
- Lemme des trois sous-groupes
- Lemme du tube

## U
- Lemme d'unicité des mesures de probabilité
- Lemme d'Urysohn

## V
- Lemme de van der Corput
- Lemme de recouvrement de Vitali

## W
- Lemme de Weyl
- Lemme de Whitehead

## Y
- Lemme de Yoneda

## Z
- Lemme de Zassenhaus, ou lemme du papillon
- Lemme de Zolotarev
- Lemme de Zorn